# Човнова (село)
Човно́ва — село в Україні, у Хорошівській селищній територіальній громаді Житомирського району Житомирської області. Населення становить 169 осіб (2001).

## Населення
За даними перепису 2001 року населення села становило 169 осіб, з них 98,82 % зазначили рідною українську мову, а 1,18 % — російську.

## Історія
На мапі 1911—1912 років Човнова позначена як населений пункт з 92 дворами.
У 1923—24 роках — адміністративний центр колишньої Човнівської сільської ради Кутузівського району.

## Відомі люди
- Пархомчук Станіслав Максимович — український історик, професор.